# Pararaneus perforatus
Pararaneus perforatus är en spindelart som först beskrevs av Tord Tamerlan Teodor Thorell 1899.  Pararaneus perforatus ingår i släktet Pararaneus och familjen hjulspindlar. Inga underarter finns listade i Catalogue of Life.